# Don't Slam the Door
Don't Slam the Door är en countrylåt skriven av Anders Glenmark och Thomas Minor, och inspelad av Ann-Louise Hansson på albumet Comin' Home 1979.  och av Hasse Rosén samma år på albumet Green Rose Rag. , medan den 1982 spelades in av Tage Östs fyrklang på albumet 'Blandat'. 
Tommy Stjernfeldt försåg låten med text på svenska, så att den som "Stäng dörren tyst" spelades in av Wizex på albumet Julie 1983 med Lena Pålsson på sång. 
1984 tog Kikki Danielsson upp låten på sin repertoar på albumet  Midnight Sunshine. 
1985 spelades den in av Torsås teaterförening på albumet Galakväll -85.  medan Jard Samuelsson året därpå spelade in den på albumet Nya vägar under titeln Jag vill leva inte bara finnas till , och samma Iggesundsgänget samma år spelade in den på engelska på albumet året därpå. 
2007 spelade Drifters in låten på albumet Ett liv med dig. 
I Så mycket bättre 2017 spelades låten in av Icona Pop.

### Fotnoter
1. ↑  ”Svensk mediedatabas”. http://smdb.kb.se/catalog/id/001886368. Läst 19 april 2011.
2. ↑  ”Svensk mediedatabas”. http://smdb.kb.se/catalog/id/001887224. Läst 19 april 2011.
3. ↑  ”Svensk mediedatabas”. http://smdb.kb.se/catalog/id/001888575. Läst 19 april 2011.
4. ↑  ”Svensk mediedatabas”. http://smdb.kb.se/catalog/id/001888945. Läst 19 april 2011.
5. ↑  ”Svensk mediedatabas”. http://smdb.kb.se/catalog/id/001889806. Läst 19 april 2011.
6. ↑  ”Svensk mediedatabas”. http://smdb.kb.se/catalog/id/001890487. Läst 19 april 2011.
7. ↑  ”Svensk mediedatabas”. http://smdb.kb.se/catalog/id/001890928. Läst 19 april 2011.
8. ↑  ”Svensk mediedatabas”. http://smdb.kb.se/catalog/id/001890985. Läst 19 april 2011.
9. ↑  ”Svensk mediedatabas”. http://smdb.kb.se/catalog/id/002184168. Läst 19 april 2011.
10. ↑  Johanna Hagström (18 november 2017). ”Icona Pop gjorde slut i baktakt” (på svenska). Göteborgsposten. http://www.gp.se/n%C3%B6je/icona-pop-gjorde-slut-i-baktakt-1.4840110. Läst 20 november 2017.